# Acil-CoA (acido grasso a lunga catena) reduttasi
La acil-CoA (acido grasso a lunga catena) reduttasi è un enzima appartenente alla classe delle ossidoreduttasi, che catalizza la seguente reazione:
un'aldeide (a lunga catena) + CoA + NADP+ ⇄ un acil-CoA (di acido grasso a lunga catena) + NADPH + H+
Assieme alla acido grasso a (lunga catena) luciferina-componente ligasi (numero EC 6.2.1.19) genera un sistema di acido grasso reduttasi che produce il substrato, della alcanale monoossigenasi (legata al FMN) (numero EC 1.14.14.3), che così fa parte del sistema batterico della luciferasi.